# Africa Liberal Network
Africa Liberal Network, förkortat ALN, är en sammanslutning av liberala partier på den afrikanska kontinenten. Organisationens etablerades i juli 2001 vid en konferens i Mombasa, och grundades formellt i juni 2003 i Johannesburg, då Johannesburgfördraget antogs. ALN har sitt högkvarter hos Liberaldemokraterna i London och baserar mycket av sin verksamhet på stöd från Westminster Foundation for Democracy.
Sedan organisationens konferens i Daar es Salaam år 2010 är Dr. Mamadou Lamine Bâ dess president.

## Syfte[3]
ALN formulerar sitt syfte som att
- Sprida liberala värderingar i Afrika
- Att underlätta utvecklingen av liberala partier, organisationer och individer i alla Afrikas länder.
- Att uppmuntra solidaritet bland medlemmarna i deras mål att nå makt med demokratiska medel.
- Att etablera en allians av likasinnade liberaler i Afrika, som kan dela information, erfarenheter, förmågor och idéer.

Detta skall uppnås genom bland annat utbildningar, lobbying och informationsutbyte. 

## Medlemspartier[4]
| Medlemsorganisation                                                              | Akronym | Land                          |
| -------------------------------------------------------------------------------- | ------- | ----------------------------- |
| Alliance pour la Démocratie et la Fédération–Rassemblement Démocratique Africain | ADF-RDA | Burkina Faso                  |
| Alliance Démocratique pour le Renouveau                                          | ADR     | Burundi                       |
| Alliance Nationale des Démocrates pour la Reconstruction                         | ANADER  | Demokratiska republiken Kongo |
| Alliance pour le Renouveau du Congo                                              | ARC     | Demokratiska republiken Kongo |
| Botswana Movement for Democracy                                                  | BMD     | Botswana                      |
| Civic United Front                                                               | CUF     | Tanzania                      |
| Democratic Alliance                                                              | DA      | Sydafrika                     |
| Ethiopian Democratic Party                                                       | EDP     | Etiopien                      |
| Forum for Democratic Devolution                                                  | FDD     | Malawi                        |
| Liberal Democratic Party (Sudan)                                                 | LDP     | Sudan                         |
| Liberal Democratic Transparecy                                                   | LDT     | Uganda                        |
| Mpitolona ho amin'ny Fandrosoan'i Madagasikara                                   | MFM     | Madagaskar                    |
| Mouvement Populaire                                                              | MP      | Marocko                       |
| Orange Democratic Movement                                                       | ODM     | Kenya                         |
| Parti Citoyen pour le Renouveau                                                  | PCR     | Mali                          |
| Partido para a Paz, Democracia e Desenvolvimento                                 | PDD     | Moçambique                    |
| Senegals demokratiska parti                                                      | PDS     | Senegal                       |
| Parti pour la Liberté et la Citoyenneté / Défar Jikoyi                           | PLC/DJ  | Senegal                       |
| Folkrörelsen för demokratisk förändring                                          | PMDC    | Sierra Leone                  |
| Parti National pour la Réforme                                                   | PNR     | Demokratiska republiken Kongo |
| Parti de l'Unité et du Libéralisme Social                                        | PULS    | Guinea                        |
| Rassemblement des Républicains                                                   | RDR     | Elfenbenskusten               |
| Seychelles National Party                                                        | SNP     | Seychellerna                  |
| South Sudan Liberal Youth Forum                                                  | SSLYF   | Sydsudan                      |
| Union Constitutionnelle                                                          | UC      | Marocko                       |
| United Democratic Front (Malawi)                                                 | UDF     | Malawi                        |
| Union pour la Majorité Républicain                                               | UMR     | Demokratiska republiken Kongo |
| United Party for National Development                                            | UPND    | Zambia                        |
| Union pour la Reconstruction du Congo                                            | URC     | Demokratiska republiken Kongo |
| Medlemsorganisation                                                              | Akronym | Land                          |